# Bermius curvicercus
Bermius curvicercus är en insektsart som beskrevs av Sjöstedt 1921. Bermius curvicercus ingår i släktet Bermius och familjen gräshoppor. Inga underarter finns listade i Catalogue of Life.